# 아텐 소행성군
| 화성 (M) 금성 (V) 수성 (H) | 태양 아텐 소행성군 지구 (E) |

태양계에서 지구형 행성들의 궤도와 아텐 소행성군을 비교한 모습.

아텐 소행성군(영어: Aten asteroids)은 근지구 소행성들을 모은 소행성군으로, 궤도 긴반지름이 1 AU보다 작고, 원일점 거리가 0.983 AU보다 큰 소행성으로 정의된다. 명칭은 최초로 발견된 아텐 소행성군 천체인 2062 아텐의 이름을 땄다. 현재까지 발견된 아텐 소행성은 1300개 이상으로, 대부분은 잠재적 위협 천체로 분류되어 있다.

## 설명
아텐 소행성군은 궤도 긴반지름이 1 AU보다 작고 근일점이 0.983 AU 이상인 천체로 정의된다. 지구는 0.983 ~ 1.017 AU를 왔다갔다하기 때문에, 아텐 소행성군은 지구 횡단 소행성에 속한다. 아텐 소행성군 대부분의 원일점은 1 AU 이상이며, 긴반지름은 1 AU를 넘지 않기 때문에 궤도 이심률이 큰 경우가 많다.
지구에서 태양계 안쪽에 있는 천체를 관측하기는 쉽지 않으며, 이로 인해 표본 편향이 일어나 아텐 소행성군 천체 중 궤도가 심하게 찌그러진 천체만 주로 발견되고 있다고 추정된다. 아텐 소행성군은 근지구 천체 중 7.4%만을 차지한다.
아텐 소행성군에 속하는 소행성 중 가장 긴반지름이 짧은 천체는 0.58 AU인 2016 XK24이다. 근일점이 가장 가깝고 궤도 이심률이 가장 큰 천체는 (137924) 2000 BD19로, 근일점은 0.092 AU로 수성 궤도 안쪽이지만 원일점은 1.66 AU에 달해 이심률은 0.895이다. 2004년 아텐 소행성군에 속하는 99942 아포피스가 2029년 및 2036년에 지구와 충돌할 가능성이 있다는 이론이 발표되었지만, 관측을 통해 해당 가능성은 사라진 상태이다.

## 아티라 소행성군
아티라 소행성군(아포피스 소행성군)은 통상 아텐 소행성군의 하위로 분류되지만 간혹 독자적인 소행성군으로도 간주되며, 현재 아티라 소행성군에는 소행성 18개가 소속되어 있다. 아텐 소행성군(Q > 0.983 AU)과 다르게, 아티라 소행성군은 지구 궤도 안쪽에서 절대 나오지 않는다(Q < 0.983 AU).
| 소행성군                                                                                    | q       | a = 1     | Q       | ECA    |
| ------------------------------------------------------------------------------------------- | ------- | --------- | ------- | ------ |
| 아모르                                                                                      | > 1.017 | 보다 큼   | –       | 아니오 |
| 아폴로                                                                                      | < 1.017 | 보다 큼   | –       | 예     |
| 아텐                                                                                        | –       | 보다 작음 | > 0.983 | 예     |
| 아티라                                                                                      | –       | 보다 작음 | < 0.983 | 아니오 |
| 모든 NEO 천체는 q < 1.3 AU인데, 이는 지구의 궤도가 0.983 ~ 1.017 AU 범위를 오가기 때문이다. |         |           |         |        |

## 같이 보기
- 알린다 소행성군
- 아모르 소행성군
- 아폴로 소행성군